# Academia Estatal de Design e Artes de Kharkiv
A Academia Estatal de Design e Artes de Kharkiv (em ucraniano:  Харківська державна академія дизайну та мистецтв) ou KSADA (em ucraniano:  ХДАДМ) é um instituto de arte em Kharkiv, na Ucrânia. Fundada em 1921, é uma das mais antigas instituições de ensino superior da Ucrânia. É administrada pelo Ministério da Cultura da Ucrânia como uma universidade pública e possui acreditação de nível IV na Ucrânia. A academia está estruturada em quatro faculdades - a Faculdade de Belas Artes, a Faculdade de Design, a Faculdade de Design Ambiental e a Faculdade de Estudos Audiovisuais e Extramurais.